# Чакранегара
Чакранега́ра (індонез. Cakranegara) — один з 6 районів міста Матарам провінції Західна Південно-Східна Нуса у складі Індонезії.
Населення — 65792 особи (2012; 64087 в 2010).

## Адміністративний поділ
До складу району входять 10 селищ:
| Населений пункт           | Населення, осіб (2010) |
| ------------------------- | ---------------------- |
| Каранг-Таліванг           | 6313                   |
| Маюра                     | 5449                   |
| Сапта-Марга               | 6868                   |
| Саянг-Саянг               | 7379                   |
| Чакранегара Західна       | 6951                   |
| Чакранегара Південна      | 7015                   |
| Чакранегара Південна-Бару | 7641                   |
| Чакранегара Північна      | 5631                   |
| Чакранегара Східна        | 3993                   |
| Чиліная                   | 6847                   |